# Acontecimiento

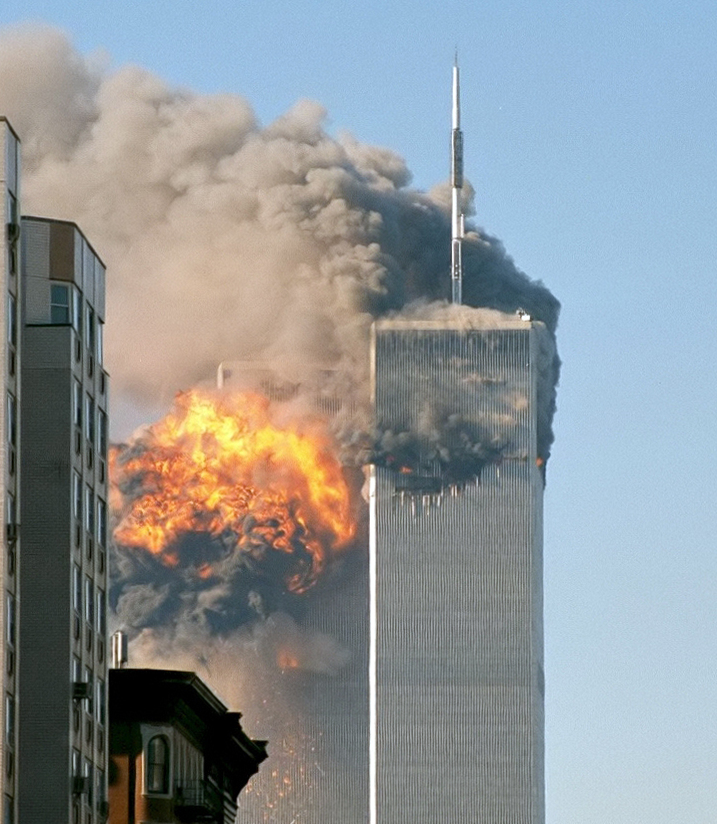
Atentados del 11 de septiembre de 2001. Los acontecimientos siempre suelen ser fechas que se recuerden posteriormente debido a que marca una ruptura, un «antes» y un «después» de que sucediera lo pcediso. A menudo son eventos traumáticos.

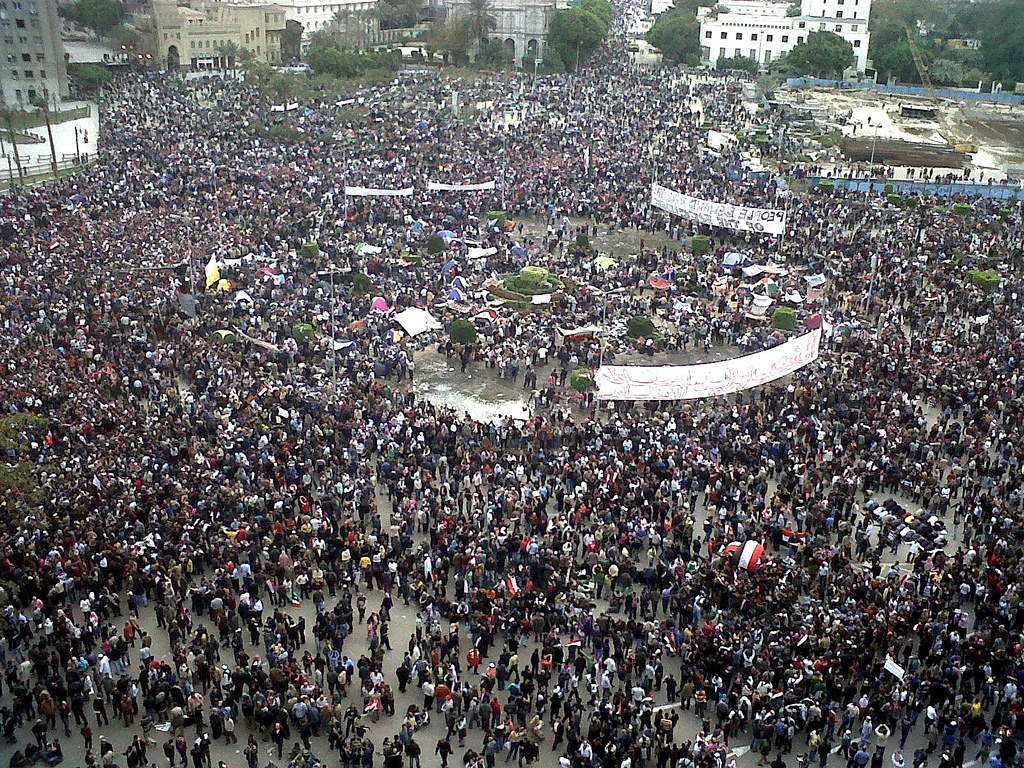
Protesta popular en Tahrir Square (Egipto), 4 de febrero de 2011.

El término acontecimiento nombra la alteración azarosa, singular y continua cuyos efectos modifican el sentido de lo histórico, lo social o lo político además de lo cultural.
En un sentido más coloquial es todo lo que sucede y posee un carácter poco común o excepcional.

## Historia

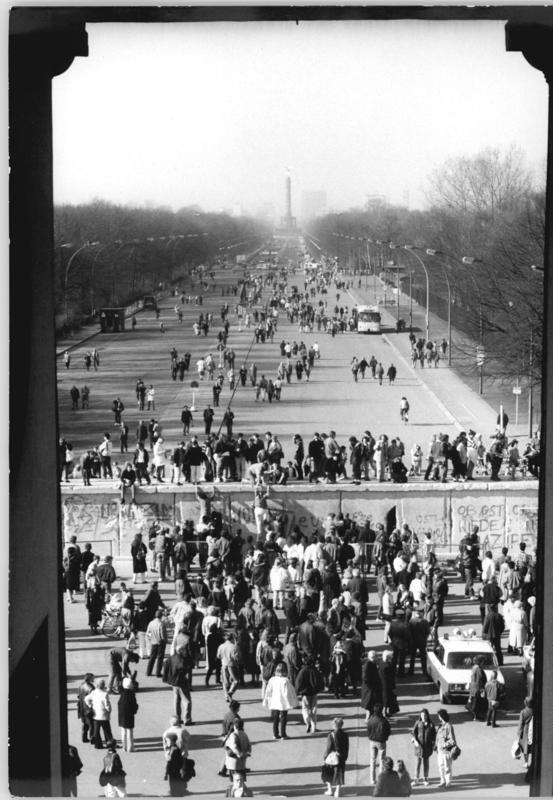
Cruzando hacia Berlín Oeste en 1989.

En la historia tradicional, acontecimiento era un hecho destacable que se presentaba de una manera única y frecuentemente imprevisible, y que merecía ser conservado en la memoria y registrado por escrito o de alguna otra forma, o sea, que en líneas generales merecía ser tenido en cuenta y relatado por los historiadores porque sus efectos sobre el devenir histórico podrían llegar a ser más o menos trascendentes. Un evento histórico o acontecimiento histórico marca pues una ruptura, un antes y un después.
La renovación de la metodología histórica que inició la escuela de Annales, devalúa el concepto de acontecimiento colocándolo en el estrato más bajo de su propuesta, que consiste de tres capas, según el siguiente detalle:
1. Historia evenemencial (en francés: évènement, histoire évènementielle) o historia de los acontecimientos, como el nivel inferior del tiempo histórico (tiempo corto). Sería la espuma de la historia (Fernand Braudel),[8][9] es decir, la parte más visible pero menos significativa, que ha sido el objeto tradicional de la historiografía.[10]
2. Nivel intermedio de la coyuntura.
3. Nivel superior de la larga duración.

## Filosofía
En sentido filosófico todo acontecimiento se trata de la perseverancia de una alteración en la que se conjuntan, articulan y funcionan, en un sentido contingente y paradójico, múltiples y heterogéneos mecanismos azarosos, singulares y productivos de experiencias y subjetividades. Se puede caracterizar igualmente como la articulación de cuerpos, fuerzas políticas y sociales, manera de vivir, colectividades, prácticas, formas de sensibilidad, especies de animales, vegetales y minerales, ficciones, etcétera. El acontecimiento no debe confundirse con el término (milagro) en la religión o teología que se produce sorpresivamente, fuera de la injerencia humana y transforma unas leyes determinantes. Tampoco debe confundirse con el término hecho, circunstancia o suceso que teóricamente implica algo que ha sucedido y no es posible alterar.
En metafísica contemporánea, el análisis del concepto debe centrarse en el problema de la individuación de ejemplos de acontecimientos. Una perspectiva defiende que un acontecimiento es el mismo cuando tiene las mismas causas y los mismos efectos. Pero otros filósofos señalan que causas y efectos están indisolublemente asociados al correspondiente acontecimiento, y que le son propios. Otra perspectiva admite que dos acontecimientos son idénticos, o sean, son lo mismo, si ocurren en el mismo momento y lugar. Mas contra esa perspectiva hay argumentos que defienden que para una ocurrencia en mismo lugar y mismo tiempo, se puede tener más de un acontecimiento. Por ejemplo, supongamos que un cientista inventa una nueva técnica mientras toma un baño y silva. Entonces tomar baño, silbar, e inventar una nueva técnica, son en realidad tres diferentes acontecimientos, que se generan los tres, en el mismo tiempo y el mismo lugar.
Otro debate central en filosofía es el siguiente: ¿Cómo es que los acontecimientos deben ser entendidos? A semejanza de los objetos, como entidades individuales susceptibles de ser localizados en el espacio y en el tiempo, y descritos de varias diferentes maneras, o deben ser encarados como proposiciones o hechos cuya identidad depende esencialmente de los conceptos en los que se encuentran encuadrados. Asimismo, como subraya el filósofo Abraham Rubín, la creencia en que pueda llegar un acontecimiento –salvador o catastrófico– es algo común a toda época inestable, como lo es la perspectiva de los movimientos sociales que asegura que ese acontecimiento puede ser provocado por las subjetividades. Sin embargo, no está claro que un acontecimiento pueda reducirse, sin más, a aquello que acontece en la realidad efectiva.
Un segundo modelo iguala acontecimientos y hechos, y por tanto, por ejemplo, Juan llegó a la fiesta, y Juan no apareció en la fiesta, son ambos acontecimientos. De modo alguno el No aparecimiento de Juan en la fiesta es un no-acontecimiento, pues por ejemplo podría tener misma causa y efectos.
Otra forma de abordar los acontecimientos es dividirlos entre actuales (en el sentido filosófico) y posibles. Los primeros son acontecimientos que están ocurriendo, o que ya ocurrieron, mientras que los segundos no existen como ocurrencia en el sentido que viene de expresarse, más podrían llegar a ocurrir en un determinado momento. Los acontecimientos posibles en realidad son acontecimientos contingentes, en el sentido que podrían producirse o no. Este planteamiento está relacionado con el concepto de mundos posibles. Más hay quienes no aceptan la idea de mundos posibles, y solamente consideran que un acontecimiento es algo que de hecho ya ocurrió, o que está ocurriendo, o que en algún momento va a ocurrir; así, solamente los hechos y los estados actuales de cosas son acontecimientos, rechazándose entonces la posibilidad de considerar acontecimientos contingentes.
Hay sentidos diferentes conforme se considere cierto tipo de acontecimiento y un acontecimiento espécimen. Acontecimientos tipo son entidades universales y abstractas, no localizables ni en el espacio ni en el tiempo. Ejemplo: los Juegos Olímpicos, que son aquel tipo de evento que se repite cada cuatro años, y que tiene aquellas características que la mayoría de las personas conoce bastante bien. Acontecimientos espécimen son por su parte entidades particulares, en el sentido de irrepetibles y no ejemplificables; son concretos, y situados en el espacio y en el tiempo. Ejemplo: Los Juegos Olímpicos del año 1936, fue aquella edición particular que se realizó en Berlín en tiempos de Hitler. Por consiguiente, cuando se hace referencia a acontecimiento, y no se especifica cuál de los dos sentidos se está aplicando, se asume por defecto que es el acontecimiento espécimen el que interesa. Así, es algo que ocurre, que toma lugar en una determinada región de la geografía (del espacio) y en un determinado intervalo de tiempo (y dicho intervalo podría ser un instante, podría ser de duración breve, o podría cubrir varios días como en el ejemplo dado de los Juegos Olímpicos del año 1936).
Finalmente corresponde señalar que es posible dividir los acontecimientos en dos grupos: (1) contingentes; (2) no contingentes. Un acontecimiento contingente es un acontecimiento que ocurrió pero podía no haber ocurrido. Un acontecimiento no contingente es un acontecimiento que no solamente ocurrió, sino que no hubiera podido dejar de ocurrir. Esta visión por cierto es rechazada por muchos estudiosos, ya que posiblemente y en líneas generales, un acontecimiento que aún no ocurrió siempre es contingente; claro está, hay acontecimientos que aún no ocurrieron pero que casi con seguridad ocurrirán, y como se dice en forma coloquial, salvo razones de fuerza mayor. La contingencia, de hecho, es algo marcado etimológicamente en el término "acontecimiento", como señala Rubín, ya que la alusión siempre es a dos cosas que caen juntas o que se tocan, ya sea por coincidencia o por contigüidad, que están una al lado de la otra. Eso es un acontecimiento, lo que nos toca, lo que cae junto con nosotros.
En conclusión, todo acontecimiento histórico es un acontecimiento en sentido filosófico, aunque obviamente la inversa no es cierta. Un acontecimiento puede que sea banal y que carezca en absoluto de importancia, pero si aún no ocurrió o aun cuando el mismo pueda estar ocurriendo, algo imprevisto como ser un accidente o un atentado puede torcer el rumbo de las cosas, y transformar el suceso en trascendente o aún en histórico.